# Cantagalo-Pavão-Pavãozinho
Cantagalo-Pavão-Pavãozinho ist ein Komplex mehrerer Favelas im Stadtgebiet von Rio de Janeiro, Zona Sul. Sie befinden sich auf den Bergen Morro do Pavão-Pavãozinho und Morro do Cantagalo zwischen den beiden Vierteln Copacabana und Ipanema.

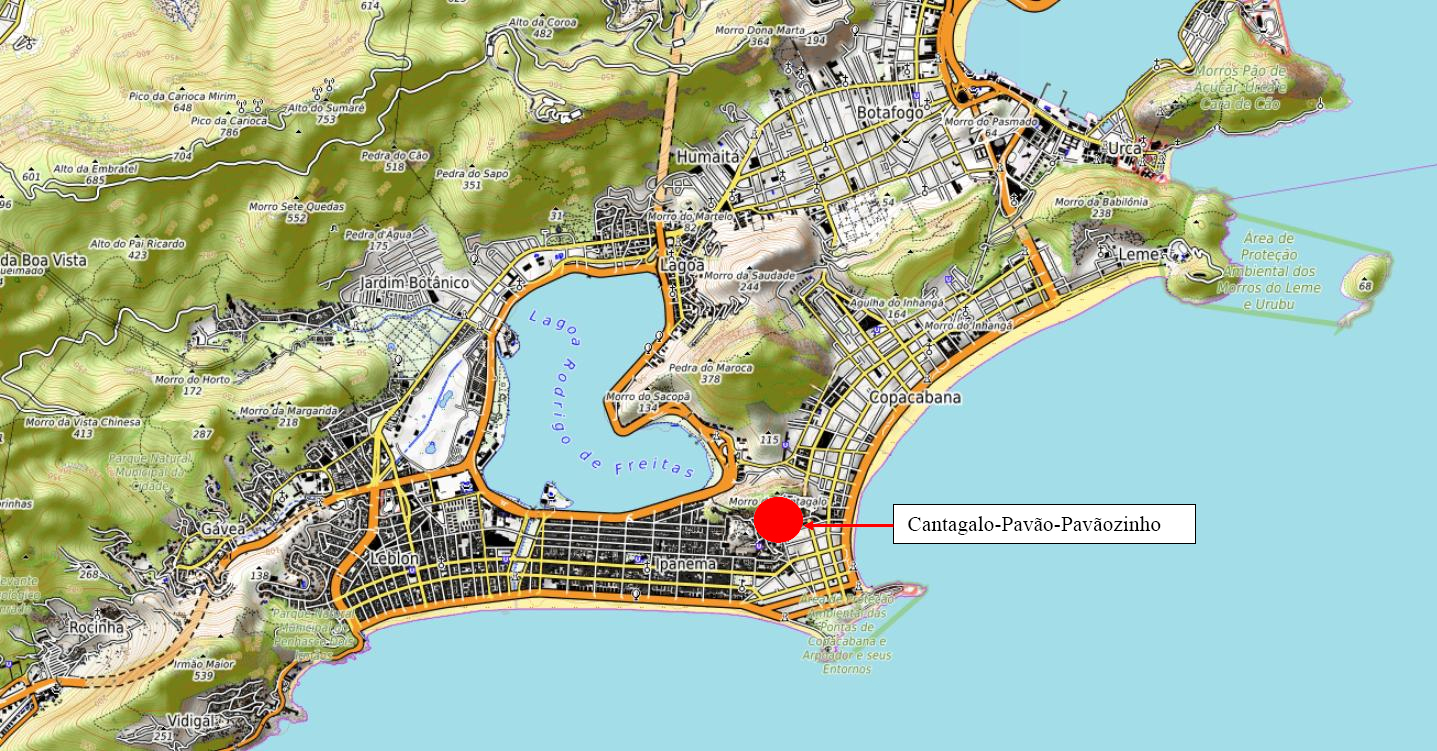
Lage der Favela Cantagalo

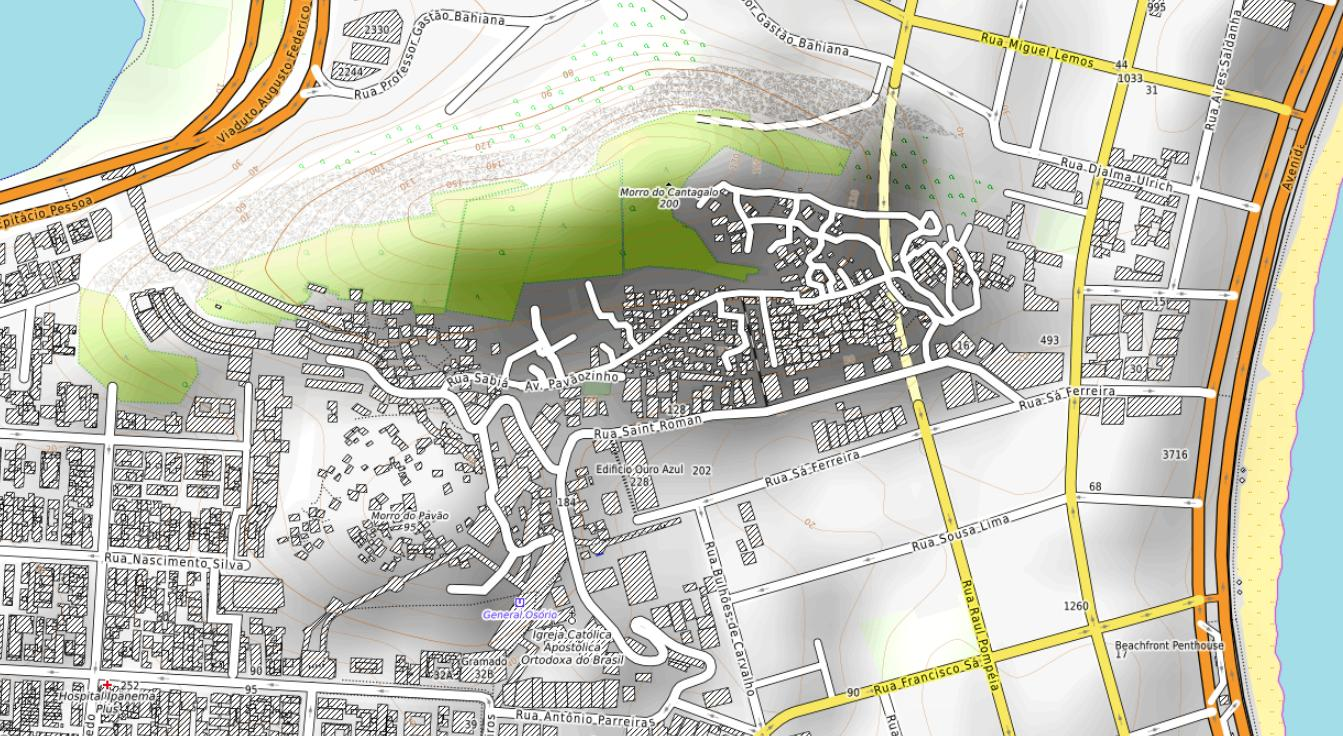
Lage der Favela Cantagalo zwischen den beiden Morros

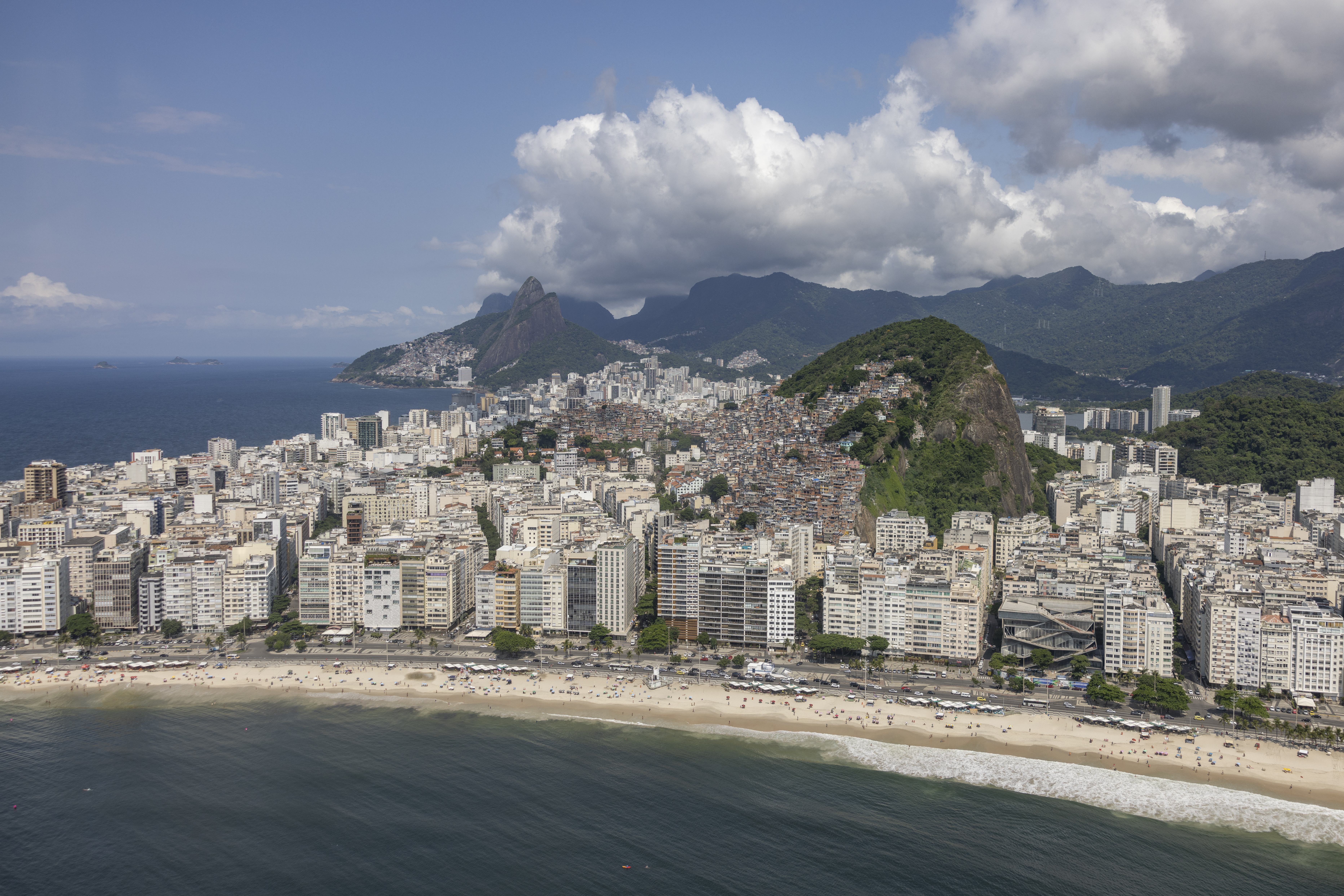
Ansicht der Favela Cantagalo

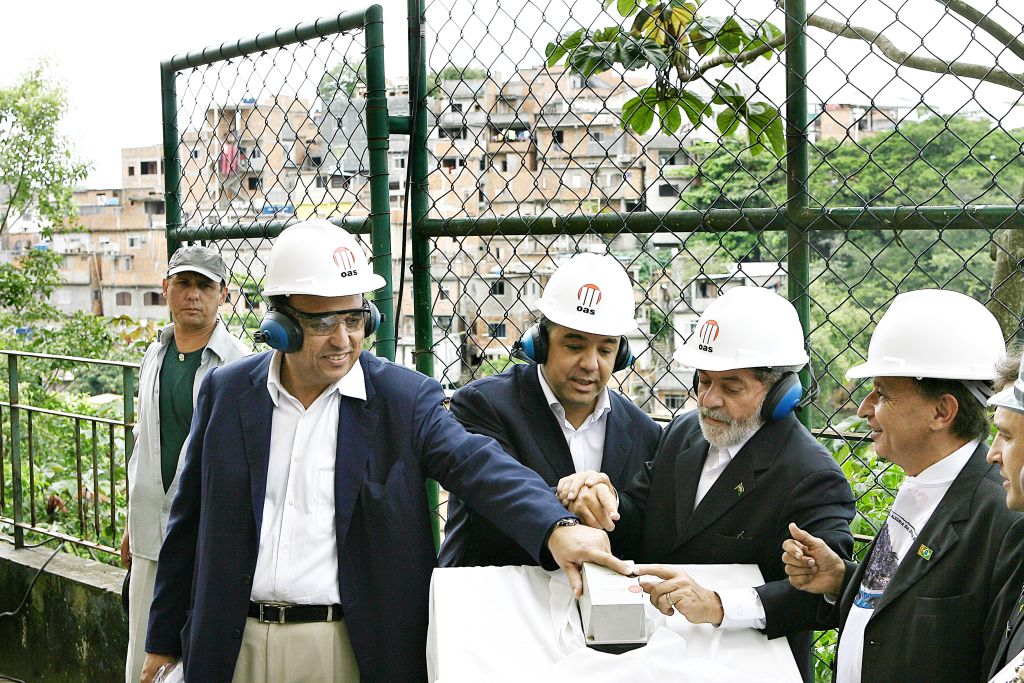
Der Gouverneur des Bundesstaates Rio de Janeiro Sérgio Cabral Filho und der damalige brasilianische Staatspräsident Lula da Silva bei einer Besichtigung der Favelas Cantagalo-Pavão-Pavãozinho im November 2007

## Geschichte und Entwicklung
Cantagalo-Pavão-Pavãozinho sind drei räumlich ineinander verwachsene, illegale Bergsiedlungen von hoher Armuts- und Arbeitslosenquote, die von ca. 5000 bis 9500 Menschen bewohnt werden. Die meisten ihrer Bewohner sind Afrobrasilianer. Aufgrund seiner exponierten Lage auf dem Berghang und seiner Nähe zum Atlantischen Ozean gehört Cantagalo-Pavão-Pavãozinho mittlerweile zu den „privilegiertesten Gegenden“ der Stadt und hat das Interesse von Grundstücksspekulanten auf sich gezogen.
Über einen längeren Zeitraum gehörte die Favela Cantagalo-Pavão-Pavãozinho zur urbanen Kampfzone der bewaffneten Drogenbanden der Stadt, welche um territoriale Ansprüche um die lukrativen Absatzmärkte in den reichen Stadtvierteln Copacabana und Ipanema kämpften. Cantagalo-Pavão-Pavãozinho war lange Zeit vom Comando Vermelho beherrscht. Drogenhandel galt als einzige Einkommensquelle der in Cantagalo-Pavão-Pavãozinho lebenden Kinder und Jugendlichen. Um die strategisch bedeutsame Favela wurde besonders heftig gekämpft, so dass die zahlreichen Einschusslöcher an den Häuserwänden, die von den Feuergefechten rivalisierender Gangs stammten, teilweise an Bürgerkriegsgebiete im Nahen Osten erinnerten.
Mittlerweile wird durch eine Reihe von Sozialprojekten wie „Cultural Afro Reggae“ oder „Dançando para Não Dançar“ (port. „tanzen, um nicht zu tanzen“) versucht, Cantagalo-Pavão-Pavãozinho aus der Marginalisierung und Stigmatisierung durch die Drogenkartelle zu befreien. Betreut werden diese Projekte vom Cirque du Soleil, dem Dokumentarfilmer João Moreira Salles und der Tänzerin Ana Botafogo.
Die Schule Colégio Presidente João Goulart bietet neben Unterricht im Staatsbürgerrecht und Informatik auch zahlreiche Workshops für Capoeira oder Boxtraining an, um die Kinder und Jugendlichen von der Straße zu bekommen. Unterstützt wird diese edukative Einrichtung von Lehrern und der Polizei.
Seit dem Jahr 2007 versucht man, den Tourismus in Cantagalo-Pavão-Pavãozinho voranzutreiben. Der Unternehmer und Fotograf Daniel Plá und die Architektin Mirian Gleitzmann haben das Projekt „Cama e Café da manhã“ (Bed and Breakfast) ins Leben gerufen, um Touristen als Einnahmequelle für die Favela zu erschließen. So erhalten die Touristen für einen Preis von ca. 50 Reais (8 Euro) pro Übernachtung ein Frühstück mit Orangensaft, Papaya, Croissant und Queijo Minas und haben die Möglichkeit, das Leben in der Favela kennenzulernen. Mittlerweile bieten fünf Häuser diesen Service an.
Seit dem 23. Dezember 2009 steht die Favela Cantagalo-Pavão-Pavãozinho mit ca. 176 Polizeibeamten unter der Aufsicht der 5. UPP (Unidade de Polícia Pacificadora).
In Ipanema, in der Rua Saint Roman 76, findet sich auch das Museum Cantagalo/Pavão/Pavãozinho (MUF).

## Complexo Rubem Braga
Am 30. Juni 2010 wurde der „Complexo Rubem Braga“ eingeweiht. Er besteht aus zwei Türmen, 64 und 31 Meter hoch, die durch eine 24 Meter lange Brücke verbunden sind. Jeder Turm hat zwei Panoramafahrstühle, den ersten Turm erreicht man über die U-Bahn-Station Estação General Osório der Metrô Rio de Janeiro, vom zweiten Turm gelangt man an die Spitze des Morro do Cantagalo. Die Fahrstühle erreichen zusammen eine Kapazität von 100 Personen, sie sind kostenlos und entlasten etwa 10.000 Favelabewohner.
Unterhalb des Berges in der Copacabana im Park Praça Eugenio Jardim befindet sich heute die U-Bahn-Station Estação Cantagalo. 

## Trivia
Noch unter dem Eindruck der Drogenkriege spielt eine Episode des Ego-Shooters Call of Duty: Modern Warfare 2 in der Favela Pavão-Pavãozinho. “Pavão-Pavãozinho” ist auch der Titel eines Liedes der brasilianischen Sängerin Fernanda Brum.
Der ehemalige deutsche Politiker Ronald Schill lebt hier.